# Live Your Dreams
Singles par Antoine Clamaran
Spotlight
(2010) Stick Shift
(2011)
Singles par Soraya Arnelas
Stick Shift
(2011)
Live Your Dreams est une chanson d'Antoine Clamaran sortie en 2010, en collaboration avec la chanteuse espagnole Soraya Arnelas.

## Formats et liste des pistes
Promo
1. Live Your Dreams		3:17

CD-Single
1. Live Your Dreams (Radio Edit)		3:14
2. Live Your Dreams (Syndicate Of Bass Remix Edit)		3:34
3. Live Your Dreams (Junior Caldera & M.O.D.A. Remix Edit)		3:54
4. Live Your Dreams (Albert Neve Radio Edit)		3:45

## Classement par pays
| Pays           | Meilleure position |
| -------------- | ------------------ |
| France         | 11                 |
| France Club 40 | 6                  |